# Casazza
Casazza ist eine italienische Gemeinde (comune) mit 3791 Einwohnern (Stand 31. Dezember 2023) in der Provinz Bergamo, Region Lombardei.

## Geographie
Casazza befindet sich 20 km nordöstlich der Provinzhauptstadt Bergamo und 70 km nordöstlich der Metropole Mailand.
Die Nachbargemeinden sind Albino, Bianzano, Gaverina Terme, Grone, Monasterolo del Castello, Spinone al Lago und Vigano San Martino.

## Geschichte
Dokumente aus dem neunten Jahrhundert belegen die Existenz der Kirche Mologno, welche die Gerichtsbarkeit über das Val Cavallina hatte.
Der Ort namens Mologno, auf hügeligem Gelände, stellt die Ursprünge der Gemeinde dar. Erst durch den Zusammenschluss der Gemeinden Mologno und Molini di Colognola im Jahre 1927 entstand die Gemeinde Casazza in ihrer jetzigen Form. Bereits im Jahr 1797 kam es zu einem Zusammenschluss beider Orte, doch hielt dieser nur wenige Jahrzehnte.

## Sehenswürdigkeiten
In Casazza befinden sich zahlreiche Hinterlassenschaften aus dem Mittelalter. So steht dort u. a. das Castello dei Suardi samt angrenzendem Turm.
Die Pfarrkirche zu Ehren von San Lorenzo wurde um 1700 auf den Ruinen einer ehemaligen Kultstätte errichtet, welche immer noch den Namen San Lorenzo Vecchio trägt. Im Inneren der Kirche kann man auch zahlreiche Werke von lokalen Künstlern betrachten.